# Norops grahami
Norops grahami este o specie de șopârle din genul Norops, familia Polychrotidae, descrisă de Gray 1845. A fost clasificată de IUCN ca specie cu risc scăzut. Conform Catalogue of Life specia Norops grahami nu are subspecii cunoscute.